# Karina Pasian
Karina Pasian (New York, 18 luglio 1991) è una cantante e pianista statunitense.

## Biografia
Karina è di origine dominicana e armena, e la sua lingua madre è il russo, anche se è in grado di cantare in ben sei lingue diverse, ossia inglese, spagnolo, italiano, arabo, turco e francese. Ha iniziato prendere lezioni di piano a soli tre anni dalla sua babysitter, e comincia ad allenarsi col pianoforte all'asilo. Ad otto anni fa parte di un coro e partecipa alla recita professionale scolastica a New York.
Nel 2003 Pasian incontra Quincy Jones, che invita lei e i suoi familiari a casa sua a Bel Air. Ben presto Karina partecipa e vince Star Search, e si esibisce a Roma al concerto "We Are The Future". Il 22 giugno 2007 Pasian canta alla casa bianca per il presidente George W. Bush, per festeggiare il "Black Music Month", diventando la prima Dominicana ad esibirsi lì.
Pasian viene contesa da diverse case discografiche a soli tredici anni, tra cui: Def Jam, Interscope, e Bad Boy Records. Nel 2006 sceglie la Def Jam e nel 2008 si guadagna la nomination ai Grammy Award per il Miglior album R&B dell'anno.
È nota per le apparizioni in molti remix, tra cui Lil Mama, Soulja Boy e Chris Brown. Il singolo che l'ha resa nota in Italia è 16 @ War.

## Discografia

### Album
| Informazioni                                                                                         |
| --- |
| First Love - Pubblicato: 19 agosto 2008 - Singoli: - 2008: "16 @ War" - 2008: "Can't Find The Words" |